# Multidisciplinary Association for Psychedelic Studies
Multidisciplinary Association for Psychedelic Studies (MAPS) ou Association multidisciplinaire pour des études psychédéliques est une association américaine militant pour une utilisation médicale des psychotropes. Elle est fondée en 1986 .